# Mockingbird (Game of Thrones)
«Mockingbird» es el séptimo episodio de la cuarta temporada de la serie televisiva de HBO Juego de tronos. El episodio fue dirigido por Alik Sajárov y emitido el 18 de mayo de 2014.
Tyrion Lannister en busca de un campeón para su juicio por combate. Mientras tanto, Sansa Stark tiene problemas en su estancia en el Nido de Águilas. Las advertencias de Jon Nieve en el Muro son ignoradas, manteniendo una lucha de poder con Ser Alliser Thorne.

## Argumento

### En Desembarco del Rey
Tyrion Lannister (Peter Dinklage) es regañado por su hermano Jaime (Nikolaj Coster-Waldau) por no aceptar el acuerdo de declararse culpable para ser enviado al Muro. En vista de que su hermano no es un candidato realista para ser su campeón, Tyrion planea que lo sea Bronn de nuevo. También recibe la noticia de que Cersei ha escogido como su campeón a Ser Gregor Clegane (Hafþór Júlíus Björnsson), conocido como La Montaña.
Bronn (Jerome Flynn) visita a Tyrion en prisión, informándole de que se va a casar una mujer de alta cuna llamada Lollys Stokeworth. Tyrion supone que fue concertado por Cersei como forma de evitar que lo ayudara. Bronn rechaza ser su campeón afirmando que Ser Gregor es demasiado peligroso, por lo que se despide de él, esperando volver a verlo algún día.
Tyrion recibe una inesperada visita, el príncipe Oberyn Martell (Pedro Pascal), que le cuenta la visita que recibió de Cersei. Oberyn le cuenta que ellos ya se conocieron hacía mucho tiempo: cuando Tyrion aún era un bebé. Oberyn y su hermana Elia viajaron a Roca Casterly donde conocieron a Tyrion, fascinados por las historias del hijo monstruoso que tuvo Tywin Lannister. Ante su decepción, Cersei comenzó a maltratar a Tyrion, afirmando que moriría pronto y que se lo merecía por haber provocado la muerte de su madre. Tras esta historia, Oberyn proclama que busca justicia para su hermana y que por ello será su campeón en el juicio por combate.

### En las Tierras de los Ríos
Arya Stark (Maisie Williams) y Sandor Clegane (Rory McCann) encuentran una cabaña destruida, con un campesino moribundo a su lado. Sandor remata al pobre desgraciado justo cuando un hombre les ataca; Arya reconoce al atacante, un forajido llamado Rorge que Arya elimina con su espada Aguja tras conocer su nombre.

### En el Muro
Jon Nieve (Kit Harington) regresa al Muro. Ante la inminente llegada de Mance Rayder, Jon propone sellar los túneles con la oposición de Ser Alliser Thorne (Owen Teale), que rechaza su propuesta.

### En Meereen
Daario Naharis (Michiel Huisman) se cuela en los aposentos de Daenerys Targaryen (Emilia Clarke) para seguir con sus planes de seducirla. Daenerys termina convirtiendo a Daario en su amante.
Ser Jorah Mormont (Iain Glen) recibe la noticia de Daenerys de que enviará a Daario a Yunkai para eliminar a los Amos. Ser Jorah se opone, creyendo que esa es una actitud cruel por parte de la Khaleesi. Convencido por él, Daenerys decide enviar al noble Hizdahr zo Loraq para que comunique a los Amos de Yunkai de que deben terminar con sus prácticas esclavistas si no quieren sufrir las represalias.

### En Rocadragón
Melisandre (Carice van Houten) se prepara para viajar al Norte, recibiendo la visita de la reina Selyse Florent (Tara Fitzgerald).

### En el Camino Real
Brienne de Tarth (Gwendoline Christie) y Podrick Payne (Daniel Portman) se paran en una taberna donde conocen a Pastel Caliente (Ben Hawkey), quien les cuenta que conoció a Arya Stark y que la última vez que la vio viajaba al Norte acompañada de Sandor Clegane, el Perro y la hermandad sin estandartes.

### En el Nido de Águilas
Sansa Stark (Sophie Turner) hace una réplica de Invernalia con la nieve, hasta que el pequeño Robin Arryn (Lino Facioli) la destruye. Tras una discusión entre ambos, llega Meñique (Aiden Gillen), que la besa afirmando que había amado a su madre más de lo que ella nunca imaginaría.
Lysa Arryn (Kate Dickie) confronta a Sansa, pues observó cómo Meñique la besaba. Loca de celos, Lysa amenaza a Sansa con arrojarla por la Puerta de la Luna, hasta que llega Meñique para refrenarla. Petyr abraza a Lysa para tranquilizarla, entonces confiesa que la única mujer a la que ha amado es a su hermana Catelyn, tras eso, arroja a Lysa por la Puerta de la Luna.

## Recepción
El episodio fue aclamado por la efectividad a la hora de desarrollar las tramas de todos los personajes y por lograr mantener un constante manejo de la tensión, el suspense y las emociones humanas. Se destacó también el impacto final que produjo el asesinato del personaje de Lysa Arryn a manos de Petyr Baelish (Meñique).
El episodio fue visto por 7.20 millones de personas durante su primera emisión.